# Сидар-стрит (Манхэттен)
Си́дар-стрит (англ. Cedar Street; дословно — «кедровая улица») — односторонняя улица в Нижнем Манхэттене, Нью-Йорк. Сидар-стрит проходит от Нассо- до Гринвич-стрит.
Сидар-стрит появилась в 1692 году и изначально называлась Литтл-Куин-стрит (англ. Little Queen Street). В 1793 году (по другим данным — в 1794 году) на волне антироялистских настроений после Войны за независимость городской совет принял решение о присвоении улицы её нынешнего названия. Через 40 лет, в 1831—1834 годах, Сидар-стрит наряду с многими соседними улицами подверглась значительной перестройке: множество жилых домов на ней было снесено, и на их месте были построены торговые помещения.
На Сидар-стрит расположен Зукотти-парк, ставший популярным местом у участников протестного движения «Захвати Уолл-стрит». На участке улицы между Тринити-Плейс и Гринвич-стрит расположено множество ресторанов и закусочных, предлагающих разнообразные национальные кухни.
По адресу Сидар-стрит, 155 планируется восстановление Церкви Святого Николая, утраченной в результате разрушения башен ВТЦ.

## Галерея
- Вид в восточном направлении с участка между Тринити-Плейс и Гринвич-стрит